# StarRoc
StarRoc ist ein US-amerikanisches Plattenlabel und ein Musikverlag.

## Geschichte
StarRoc wurde im Jahr 2008 vom amerikanischen Hip-Hop-Künstler Jay-Z und dem norwegischen Songwriter und Produzenten-Duo Mikkel S. Eriksen und Tor Erik Hermansen (Stargate) gegründet. Das Label ist eine 50/50-Partnerschaft zwischen Stargate und Jay-Z' Label Roc Nation, das er im selben Jahr gemeinsam mit Live Nation gründete. StarRoc hat seinen Sitz in Jay-Z' Aufnahmestudio, Roc The Mic, in Manhattan, New York City, Vereinigte Staaten.

## Künstler unter Vertrag
| Künstler      | Jahr der Vertragsunterschreibung | StarRoc Alben |
| ------------- | -------------------------------- | ------------- |
| Alexis Jordan | 2010                             | 1             |
| Range         | 2010                             | —             |
| Willie Jae    | 2013                             | —             |

## Diskografie
| Jahr | Information |
| ---- | --- |
| 2011 | Alexis Jordan – Alexis Jordan - Veröffentlichung: 25. Februar 2011 - Singles: „Happiness“, „Good Girl“, „Hush Hush“, „How You Like Me Now“ |